# Pseudoleucaspis aelaeodendri
Pseudoleucaspis aelaeodendri är en insektsart som först beskrevs av Grandpré och Charmoy 1899.  Pseudoleucaspis aelaeodendri ingår i släktet Pseudoleucaspis och familjen pansarsköldlöss.
Artens utbredningsområde är Mauritius. Inga underarter finns listade i Catalogue of Life.